# Tsuen Shek Shan
Tsuen Shek Shan är en kulle i Hongkong (Kina). Den ligger i den norra delen av Hongkong. Toppen på Tsuen Shek Shan är 125 meter över havet.
Terrängen runt Tsuen Shek Shan är kuperad, och sluttar söderut.  Centrala Hongkong ligger 8,4 km sydväst om Tsuen Shek Shan. I omgivningarna runt Tsuen Shek Shan växer i huvudsak städsegrön lövskog.